# Niederseidewitz
Niederseidewitz ist ein Ortsteil von Bahretal im Landkreis Sächsische Schweiz-Osterzgebirge. Zu dem Ortsteil gehören neben der eigentlichen Ortslage Niederseidewitz auch die ebenfalls in der Gemarkung Niederseidewitz gelegenen Weiler Oberseidewitz und Zwirtzschkau. Mitunter werden alle drei Orte als Seidewitz zusammengefasst.

## Geographie
Niederseidewitz liegt südöstlich der sächsischen Landeshauptstadt Dresden im äußersten Norden der Gemeinde Bahretal, die sich wiederum im Zentrum des Landkreises Sächsische Schweiz-Osterzgebirge befindet. Der Rundling liegt auf der Nordabdachung des östlichen Erzgebirges im Elbtalschiefergebiet. Die Ortslage befindet sich auf dem Höhenrücken zwischen den Tälern der Seidewitz im Nordwesten und der Bahre im Osten. Das Ortsbild prägen größtenteils aus Elbsandstein errichtete Dreiseithöfe.

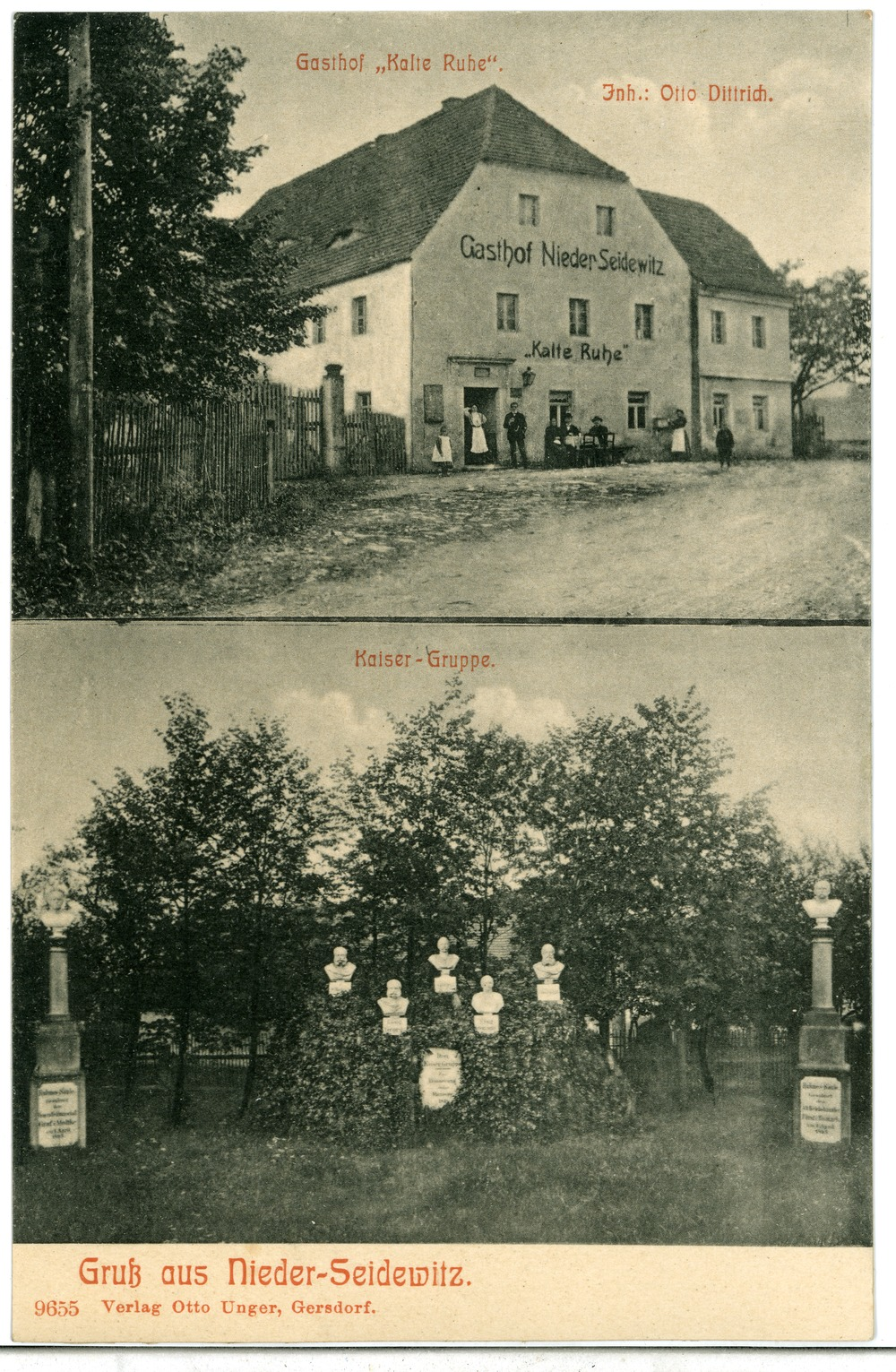
Gasthof und Kaisergruppe in Niederseidewitz (1908)

Randbereiche der Gemarkung, darunter die Talhänge zu den beiden Flüssen hin sowie das Bienengründel im Südosten der Flur, sind bewaldet. Ein großer Teil der 333 Hektar umfassenden Gemarkung, von der 57 Hektar auf das im Nordosten der Flur gelegene Zwirtzschkau entfallen, dient landwirtschaftlichen Zwecken. Im Südwesten der Gemarkung, die größtenteils aus Blockflur, teils aber auch aus Waldhufen besteht, liegt Oberseidewitz. Zu Niederseidewitz gehört ferner die an der Seidewitz gelegene Eulmühle.
Angrenzende Ortsteile von Bahretal sind Nentmannsdorf im Südwesten und Friedrichswalde im Süden. Nordwestlich benachbart ist der Dohnaer Ortsteil Meusegast, östlich Dohma. Im Norden grenzt die Kreisstadt Pirna mit ihrem Stadtteil Zuschendorf an, auf einem wenige Meter langen Abschnitt an der Bahre auch die Gemarkung Zehista. Nächster Ort in nördlicher Richtung ist der Dohnaer Ortsteil Krebs, von Niederseidewitz allerdings durch Zuschendorfer Flur getrennt.
Die wichtigste Straße auf Niederseidewitzer Flur ist die Bundesautobahn 17 von Dresden nach Prag. Sie führt westlich der Ortslage über die Seidewitztalbrücke, mit 154 m Bogenspannweite die größte Stahlbetonbogenbrücke Sachsens. Die nächste Anschlussstelle befindet sich reichlich zwei Kilometer südlich in Friedrichswalde (Abfahrt Bahretal). Die Kreisstraße 8760 führt von Zuschendorf über Zwirtzschkau unmittelbar am Niederseidewitzer Ortskern vorbei weiter nach Nentmannsdorf. Niederseidewitz ist an das Busnetz des Regionalverkehrs Sächsische Schweiz-Osterzgebirge (RVSOE) angeschlossen.